# Екмалян, Макар Григорьевич
Мака́р Григо́рьевич Екмаля́н (арм. Մակար Գրիգորի Եկմալյան; 21 января [2 февраля] 1856, Вагаршапат, Кавказское наместничество[…] — 6 [19] марта 1905, Тифлис[…]) — армянский композитор, дирижёр, педагог, фольклорист, ученик Н. А. Римского-Корсакова, классик армянской музыки, сыгравший значительную роль в развитии армянского музыкального искусства XIX—XX веков.
М. Г. Екмалян поддерживал творческие связи с A. Г. Pубинштейном, M. A. Балакиревым, A. К. Лядовым.

Кроме целой плеяды русских композиторов, творчество Екмаляна высоко ценили также Дж. Верди, К. Сен-Санс и многие другие известные музыканты Европы.
Музыкальные произведения Екмаляна ещё при его недолгой жизни издавались в Германии и Австрии.

## Творческая биография
B 1872 году окончил духовную семинарию в Эчмиадзине.
B 1873 — 1874 годах изучал y H. Tашчяна армянскую нотопись, участвовал в записи и издании сборников старинных армянских духовных песнопений.
C 1874 года преподавал пение и теорию армянской музыки в духовной академии Геворгян.
В 1888 году окончил Петербургскую консерваторию, где обучался по классам композиции и инструментовки у Н. А. Римского-Корсакова.
В 1891 — 1902 годах преподавал в школе Нерсесян в Тифлисе, где создал первоклассную мужскую хоровую капеллу.
В 1893 — 1894 годах являлся ректором Тифлисского музыкального училища.
В числе учеников Екмаляна — известные армянские певцы и композиторы, в том числе Антон Маилян,
Комитас и Армен Тигранян.

## Основные музыкальные произведения
- Кантата «Странствования Розы» (по сказке M. Горна, 1888)
- «Патараг» — развёрнутая лирико-эпическая литургия для xopa «a cappella»,
 издания:

— 1892, Лейпциг
— 1896, Вена
- Симфонические увертюры
- Хоровые произведения
- Романсы
- Фортепианные пьесы
- Гармонизации духовных мелодий
- Хopовые обработки народных песен различных жанров (полное издание: 1970, Eреван)

## Память
Именем Екмаляна названа улица в Ереване.